# Minibiotus gumersindoi
Minibiotus gumersindoi är en djurart som tillhör fylumet trögkrypare, och som beskrevs av Guil och Guidetti 2005. Minibiotus gumersindoi ingår i släktet Minibiotus och familjen Macrobiotidae. Inga underarter finns listade i Catalogue of Life.